# Zibo Sports Center Stadium
Zibo Sports Center Stadium (chiń. 淄博市体育中心; pinyin Zībó shì Tǐyùzhōngxīn) – wielofunkcyjny stadion w mieście Zibo, w Chinach. Obiekt może pomieścić 45 000 widzów. Stadion był jedną z aren turnieju piłkarskiego na Chińskiej Olimpiadzie Narodowej 2009 oraz piłkarskich Mistrzostw Azji U-19 2010.